# Chettipalayam
Chettipalayam là một thị trấn thống kê (census town) của quận Coimbatore thuộc bang Tamil Nadu, Ấn Độ.

## Nhân khẩu
Theo điều tra dân số năm 2001 của Ấn Độ, Chettipalayam có dân số 19.379 người. Phái nam chiếm 52% tổng số dân và phái nữ chiếm 48%. Chettipalayam có tỷ lệ 73% biết đọc biết viết, cao hơn tỷ lệ trung bình toàn quốc là 59,5%: tỷ lệ cho phái nam là 80%, và tỷ lệ cho phái nữ là 65%. Tại Chettipalayam, 11% dân số nhỏ hơn 6 tuổi.